# Betchaïdelle Ngombele
Betchaïdelle Ngombele (* 23. April 2004 in Brazzaville, Republik Kongo) ist eine kongolesische Handballspielerin, die für die Nationalmannschaft der Republik Kongo aufläuft.

## Karriere

### Im Verein
Ngombele spielte in ihrer Geburtsstadt für den ortsansässigen Verein CARA Brazzaville. Im Januar 2022 wechselte die Rückraumspielerin zum slowenischen Spitzenverein Rokometni Klub Krim. Bis zum Saisonende 2021/22 erzielte sie sieben Treffer in der EHF Champions League. Mit Krim gewann sie im Jahr 2022, 2023, 2024 und 2025 die slowenische Meisterschaft sowie 2022, 2023 und 2025 den slowenischen Pokal. Seit dem Sommer 2025 steht sie beim französischen Erstligisten Metz Handball unter Vertrag.

### In der Nationalmannschaft
Ngombele nahm mit der kongolesischen Auswahl an der Weltmeisterschaft 2021 teil, die die Mannschaft auf dem 23. Platz beendete. Ngombele erzielte im Turnierverlauf insgesamt 19 Treffer. Im darauffolgenden Jahr gehörte sie dem kongolesischen Aufgebot an, das bei der Afrikameisterschaft die Bronzemedaille errang. Bei ihrer zweiten Teilnahme an einer Weltmeisterschaft im Jahr 2023, bei der sie 31 Tore warf, beendete Kongo das Turnier auf Rang 26.